# Deutsches Reich 1848/1849
Das 1848/49 geschaffene und nur kurzzeitig bestehende Deutsche Reich war der Versuch, einen deutschen Nationalstaat zu bilden. Je nach Standpunkt handelte es sich dabei um den umbenannten und reformierten Deutschen Bund von 1815, der sich auf dem Weg vom Staatenbund zum Bundesstaat befand, oder um eine rein revolutionäre Neugründung in der Zeit der Deutschen Revolution 1848/49. Als Gründungszeitpunkt kann man die erste Sitzung der Frankfurter Nationalversammlung (18. Mai 1848 in der Paulskirche) oder den Beschluss über das Zentralgewaltgesetz (28. Juni 1848) ansehen.
Das revolutionär entstandene Deutsche Reich von 1848/49 wurde von mehreren ausländischen Staaten anerkannt, darunter den USA. Innerhalb Deutschlands befolgten die Einzelstaaten teilweise die Gesetze und Anordnungen der Zentralgewalt, in manchen Fällen noch lange nach 1849. Sichtbarstes Ergebnis der Zeit war die Reichsflotte, deren Schiffe 1852 vom Deutschen Bund verkauft wurden.
In der Regel unterstützten die kleineren deutschen Einzelstaaten das Reich, während die Einigung schließlich an den größeren – vor allem an den Großmächten Österreich und Preußen – scheiterte. Da die Staaten die Revolution niederschlugen, war das Reich von kurzer Dauer. Während des Mai 1849 verlor die Nationalversammlung die meisten ihrer Abgeordneten, die Zentralgewalt endete am 20. Dezember 1849 zugunsten der Bundeszentralkommission. 1849/1850 wurde mit der Erfurter Union ein erneuter Versuch unternommen, Deutschland zu vereinen, welcher aber ebenfalls scheiterte. 1851 wurde der Deutsche Bund wiederhergestellt. Erst nach dem deutschen Krieg von 1866 endete der Bund, und 1871 entstand das Deutsche Kaiserreich.

## Bezeichnungen
Während der deutschen Revolution wurde der zu schaffende Nationalstaat unterschiedlich bezeichnet. Im Zentralgewaltgesetz vom 28. Juni 1848 spricht die Nationalversammlung von einem „deutsche[n] Bundesstaat“. Im Reichsgesetz betreffend die Grundrechte des deutschen Volkes vom 27. Dezember 1848 erscheint in § 1 „das deutsche Reich“. Dies ist eine Reminiszenz an das mittelalterliche römisch-deutsche Reich, das im 19. Jahrhundert für einen starken, handlungsfähigen Staatsverband gehalten wurde. Es war also nicht erst die Frankfurter Reichsverfassung, die ein Deutsches Reich begründet hätte. Die Vorstellung der Nachfolge des Alten Reichs durch einen deutschen Nationalstaat mit einer Verfassung war sehr populär. Mit dem Ausdruck „Reich“ distanzierte man sich vom ungeliebten Deutschen Bund.
Für die Organe des Bundesstaates gibt es entsprechende Ausdrücke. Im Gesetz vom 28. Juni 1848 erscheint noch Nationalversammlung, doch seit dem Reichsgesetz betreffend die Verkündung der Reichsgesetze und der Verfügungen der provisorischen Zentralgewalt vom 27. September 1848 verwenden die Gesetze den Ausdruck Reichsversammlung. Zuweilen nutzten die Zeitgenossen auch schon die Bezeichnung Reichstag. Das Zentralgewaltgesetz setzte bereits einen Reichsverweser ein.

## Staatsrechtliche Einordnung

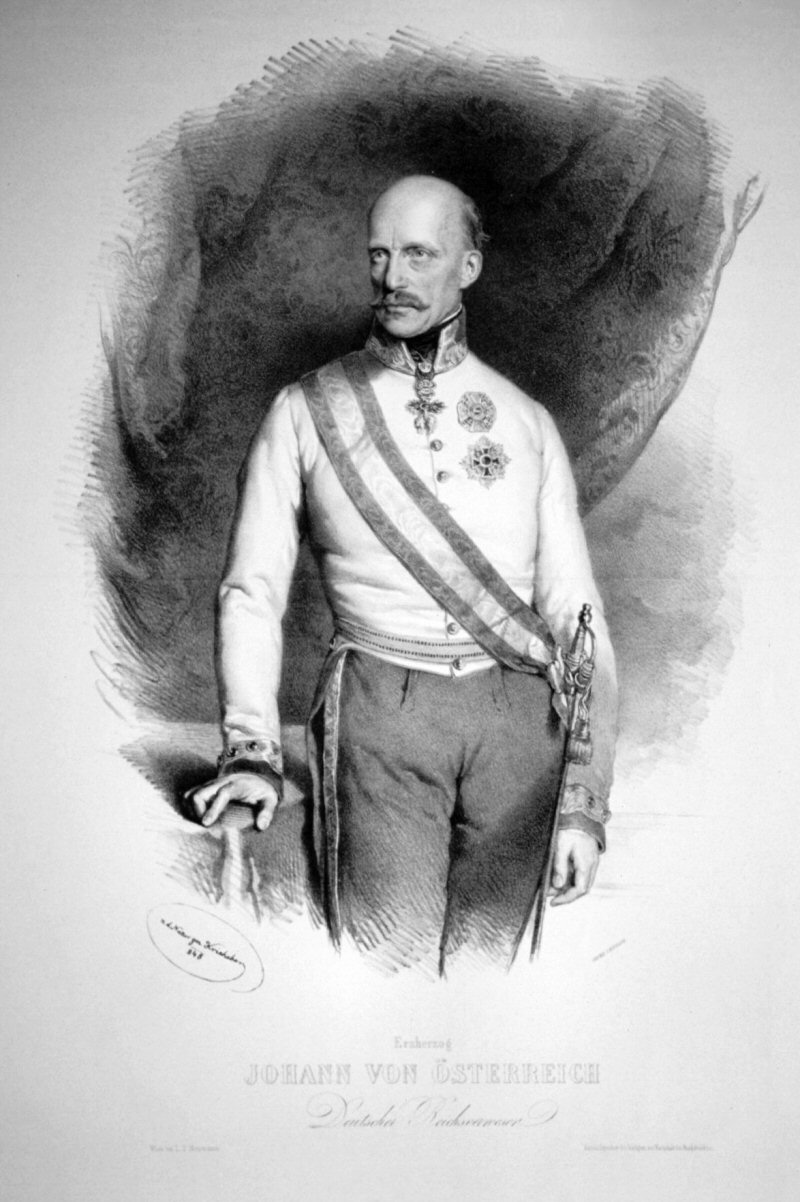
Erzherzog Johann als Deutscher Reichsverweser, 1848. Der im Volke beliebte Erzherzog war der Onkel von Ferdinand I., dem österreichischen Kaiser von 1835 bis 1848.

Die Staatlichkeit des Deutschen Reiches ist schwierig zu bestimmen, und auch zeitgenössisch gab es darüber unterschiedliche Auffassungen. Die eine Richtung nahm einen positivistischen Standpunkt ein, der danach schaute, was bereits gesetztes Recht war, an das die weitere Entwicklung anknüpfen musste. Diese Richtung betonte, dass eine Verfassung mit allen Einzelstaatsregierungen zu vereinbaren war. Die andere Richtung ging vom Naturrecht und davon abgeleitet von der Volkssouveränität aus; demnach hatte allein die Nationalversammlung die konstituierende Gewalt inne und war im Recht, über eine Verfassung zu entscheiden und bereits eine vorläufige Verfassungsordnung einzurichten.
Die erste Richtung wurde naturgemäß von der monarchistischen Rechten und im Prinzip von den Einzelstaaten vertreten, die andere von der Mehrheit der Nationalversammlung und da vehement von den republikanischen Linken. Eine Rolle spielte dabei ferner, wie man zum Deutschen Bund stand und die Ereignisse seit März 1848 interpretierte. In der Praxis ließ sich diese scheinbar klare Gegenüberstellung jedoch nicht immer aufrechterhalten.

### Staats- und Verfassungskontinuität

Institutionen im revolutionären Deutschland: Entstehung der Nationalversammlung

Institutionen im revolutionären Deutschland: vom Bundestag zur Reichsregierung

Verfassungshistoriker haben unterschiedliche Konzepte dazu entwickelt, was passiert, wenn in einem Staat eine neue Verfassung in Kraft tritt. Sofern nicht die alte Verfassung ausdrücklich einen Weg der Verfassungsänderung beschreibt, der dann eingehalten wird, stellt sich die Frage, ob durch eine neue Verfassung ein neuer Staat entsteht. Laut dem Rechtswissenschaftler Hans Kelsen gibt es dabei einen völkerrechtlichen Primat, mit dem man die Rechts- und Staatskontinuitäten normativ begründen kann. Vom Gesichtspunkt der Verfassung eines Staates entsteht dann tatsächlich eine neue Verfassung mit darauf basierendem neuen Staat, aber vom Gesichtspunkt des Völkerrechtes kann man von einer Identität sprechen, wenn eine Revolution eine neue Verfassung auf demselben Staatsgebiet zustande bringt.
Georg Jellinek sieht den Staatsverband als eine Vielheit von Menschen, die sich nach Gutdünken eine neue Verfassung geben kann, auch durch Gewalt. Wichtig ist für die Identitätsfrage die soziologische Beurteilung nach historisch-politischen Fakten. Die Weimarer Nationalversammlung von 1919 ging trotz unterbrochener Legitimitätskette von Kaiserreich zu Republik dennoch von einer Identität aus. Gerhard Anschütz kommentierte, eine Revolution werde meist nicht unternommen, um einen Staat zu zerstören, sondern um die führenden Personen auszutauschen und die Verfassung zu ändern oder zu wechseln. So entstehe neues Staatsrecht, aber kein neues Staatsleben.
Dies sind modernere Konzepte, die großteils von der Volkssouveränität ausgehen. In der Zeit um 1848 wurde die Volkssouveränität nur von der Linken bedingungslos bejaht. Die Mehrheit auch in der Frankfurter Nationalversammlung befürwortete die konstitutionelle Monarchie mit einem souveränen Monarchen, dessen Macht allerdings von einer Verfassung und Volksvertretung beschränkt wird. Während die Konservativen oft noch davon ausgingen, dass der souveräne Monarch Gottes Willen entspräche, so dachten die Liberalen eher an ein notwendiges Gleichgewicht zwischen Monarchen und Volksvertretung, im Sinne des Dualismus.

### Kontinuität zum Deutschen Bund
Seit 1815 existierte der Deutsche Bund. Dieser Staatenbund war von den deutschen Staaten und international unbestritten anerkannt; er gehörte zur Friedensordnung nach dem Wiener Kongress. Seine Aufgaben lagen, modern gesprochen, vor allem auf dem Gebiet der Außen- und Verteidigungspolitik sowie der inneren Sicherheit. Es gab einen Gesandtenkongress der Einzelstaaten, der Bundesversammlung oder Bundestag genannt wurde, aber keine Regierung oder Volksvertretung.
Im Zuge der Märzrevolution 1848 beriefen die Einzelstaaten, unter revolutionärem Druck, liberale Regierungen, die wiederum liberale Gesandte zum Bundestag schickten. Der Bundestag sah sich gezwungen, Reformen einzuleiten und das Volk eine Nationalversammlung wählen zu lassen. Diese Frankfurter Nationalversammlung sollte eine Verfassung für Deutschland erarbeiten, „um zwischen den Regierungen und dem Volke das deutsche Verfassungswerk zu Stande zu bringen“ (Bundesbeschluss vom 30. März). Dies war „ein unmittelbares Zusammenwirken zwischen den alten und den neuen Gewalten“, das Erreichte erschien als Volkswillen, es musste zwar den Fürsten abgerungen werden, dennoch war die Kontinuität der staatsrechtlichen Entwicklung gewahrt und die Revolution lenkte in die „Bahnen einer legitimen Evolution“ ein, so Ralf Heikaus.

Unter Druck der Revolution ließ der Bundestag 1848 eine Nationalversammlung wählen und erkannte die Zentralgewalt an.

Bereits der Bundestag hatte am 3. Mai 1848 beschlossen, ein dreiköpfiges Bundesdirektorium einzurichten, als Vollzugsorgan (Exekutive) des Bundes. Die Nationalversammlung stimmte dann am 28. Juni stattdessen für das neu zu schaffende Amt eines Reichsverwesers und danach für ein Reichsgesetz über die Einführung einer provisorischen Zentralgewalt. Der Reichsverweser erhielt damit die vollziehende Gewalt für die allgemeine Sicherheit und Wohlfahrt Deutschlands, die Oberleitung aller Streitkräfte, und er vertrat Deutschland völkerrechtlich und handelspolitisch.
Die Einzelregierungen und der Bundestag wollten in dieser Situation einen offenen Bruch mit der Nationalversammlung vermeiden, weil sie den Volkszorn fürchteten. Daher erkannte der Bundestag in einem Beschluss vom 12. Juli 1848 den Reichsverweser offiziell an, sicherte ihm Unterstützung zu und übertrug ihm die Befugnisse des Bundestages. Der Bundestag stellte dann seine Tätigkeit ein, wie es bereits das Gesetz vom 28. Juni vorgesehen hatte, und zwar definitiv, nicht nur suspensiv. Man konnte daher, so Ernst Rudolf Huber, eine Kontinuität, ja eine rechtliche Identität zwischen Deutschem Bund und dem neuen Bundesstaat feststellen: Kein Staatenwechsel, sondern nur eine Verfassungsänderung habe stattgefunden, der Deutsche Bund war in Deutsches Reich umbenannt worden.

### Kontinuitätsbruch

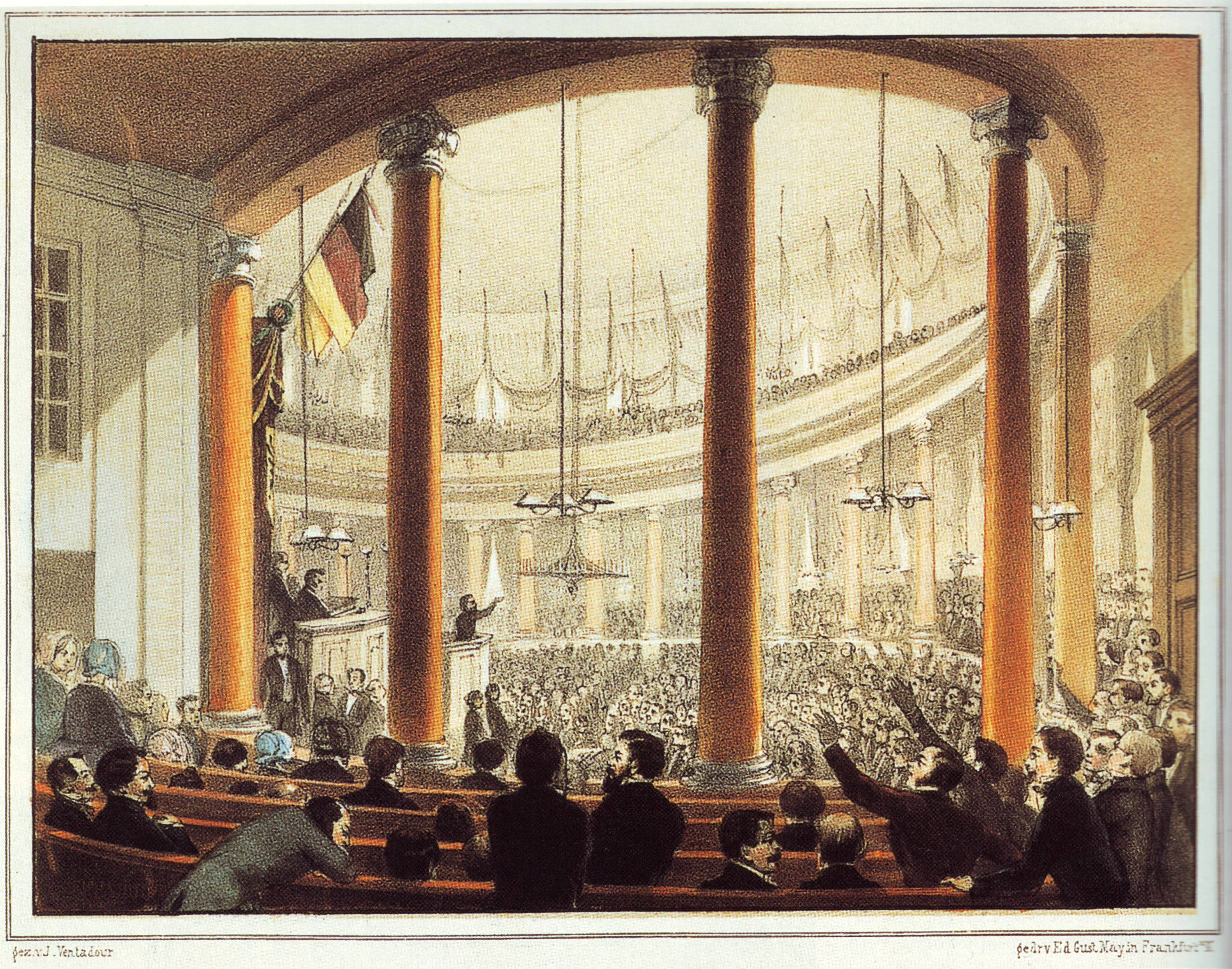
Nationalversammlung in der Frankfurter Paulskirche

Ulrich Huber stellt die Frage, ob der Bundestag überhaupt seine Befugnisse dem Reichsverweser übertragen konnte und ob der Bundestag nicht den Bundeszweck unzulässig erweitert habe. De facto sollte ein Staatenbund in einen Bundesstaat umgewandelt werden; dabei hätten die Einzelstaaten mitwirken müssen, in der Regel mit einer Änderung ihrer eigenen Verfassungen. Die vorläufige Verfassungsordnung mit Nationalversammlung und Zentralgewalt als Legislative und Exekutive eines deutschen Bundesstaates war revolutionär. Dies durfte die Nationalversammlung tun, weil der Bund ihr mit dem Bundeswahlgesetz die verfassungsgebende Gewalt übertragen habe. So konnte sie schon vor der endgültigen eine vorläufige Verfassung erlassen. Im Rahmen der vorläufigen Verfassungsordnung sprach sie sich dann selbst die Gesetzgebungskompetenz zu. Ferner durfte sie auch entscheiden, welche Gegenstände ihrer Meinung nach zur Reichsgesetzgebungskompetenz gehörten. In ganz ähnlicher Weise hatte die Weimarer Nationalversammlung das Gesetz über die vorläufige Reichsgewalt vom 10. Februar 1919 erlassen.
Sicherlich galt für die vorläufige Verfassungsordnung, so Ulrich Huber, dieselbe Einschränkung wie für die endgültige (die Frankfurter Reichsverfassung vom 28. März 1849): Sie musste mit den Einzelstaaten vereinbart werden. Es herrschte aber eine revolutionäre Übergangszeit. Eine formlose Vereinbarung reichte daher für die vorläufige Verfassungsordnung aus. Diese Verständigung zwischen Nationalversammlung und Regierungen war das Einverständnis der Regierungen mit der Wahl des Reichsverwesers und dann der Bundestagsbeschluss vom 12. Juli. Substantieller Kern des Bundestagsbeschlusses war die Anerkennung des Zentralgewaltgesetzes vom 28. Juni 1848. Ulrich Huber:

„Keine der beteiligten Regierungen hat sich übrigens von dem Vorgehen des Bundestags distanziert und sich etwa darauf berufen, der eigene Bundestagsgesandte habe sich instruktionswidrig verhalten. Keine der Regierungen hat die Wirksamkeit des Reichsverwesers und des Reichsministeriums in der Folge als illegal und usurpatorisch erklärt. Die vorläufige Reichsverfassung beruhte also auf einer Vereinbarung zwischen der Nationalversammlung und den Regierungen; die äußerlichen Erfordernisse, die man an das Zustandekommen einer solchen Vereinbarung vernünftigerweise stellen kann, waren erfüllt.“

Die Mehrheit der Abgeordneten der Nationalversammlung war jedenfalls nicht der Meinung, dass Bund und Reich identisch seien. Im Gegenteil, sie betonte gerade den revolutionären Bruch mit der dunklen Vergangenheit, mit dem System des Deutschen Bundes, das die Freiheit unterdrückt hatte. Der Bund hatte sich ja auch gegen nationale Einheit und liberale Freiheit mit allen Mitteln zur Wehr gesetzt.

### Anerkennung durch andere Staaten
Der Gedanke an eine Identität bzw. Kontinuität war jedoch nützlich im Kontakt mit dem Ausland: Es ist viel einfacher, sich als Fortführung eines bestehenden Staates darzustellen, als die Anerkennung eines neuen Staates durchzusetzen. So machte die Zentralgewalt geltend, dass die auswärtige Gewalt des Deutschen Bundes nicht mehr in den Händen des Bundestages, sondern in ihren Händen lag. Dieser Auffassung schloss das Ausland sich allerdings nicht unbedingt an. Trotz der „staatsrechtlichen Identität und Kontinuität des sich in Deutschland neu formierenden Staatsgebildes“, so Heikaus, änderte sich die deutsche Staatlichkeit erheblich. Das Ausland sah sich im Recht, wenn es je nach eigenen Interessen die Zentralgewalt anerkannte oder nicht.

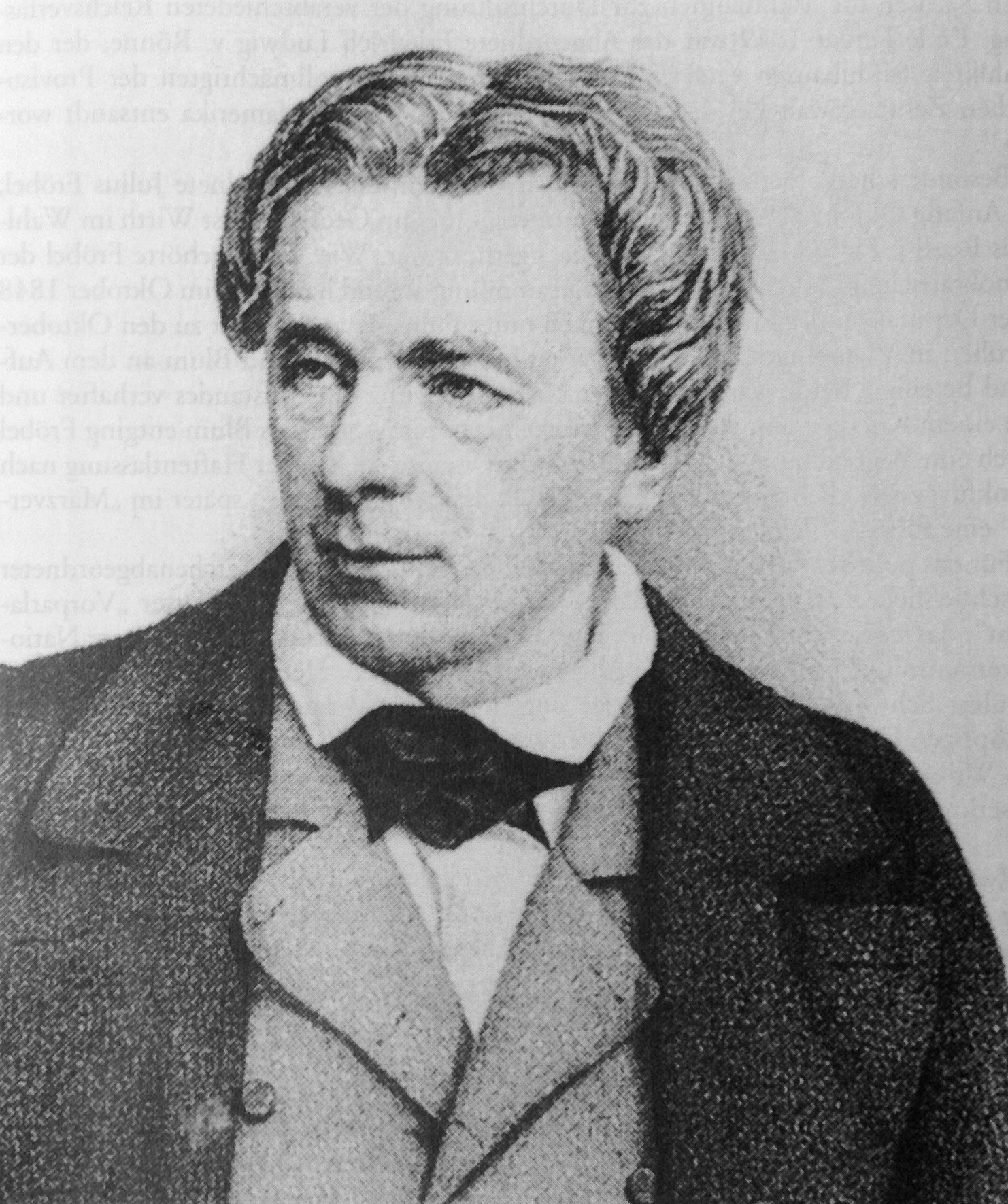
Friedrich von Rönne, deutscher Gesandter in den USA

Die auswärtigen Großmächte hatten jedoch zwei Gründe, um gegen einen deutschen Nationalstaat zu sein. Er hätte das Gleichgewicht der Mächte gestört und ihre eigene Vormachtstellung angetastet. Konrad Canis: „Ein Großdeutschland der Paulskirche signalisierte ihnen einen hegemonialen Drang, der die kontinentale Machtstellung vor allem Rußlands und Frankreichs, aber auch Englands, einschränken konnte.“ Zweitens wäre der Nationalstaat aus der Revolution geboren und damit unberechenbar, so wie das revolutionäre Frankreich nach 1789. Dabei befürchteten die Großmächte gesellschaftliche und staatliche Umstürze als Folge von neuen, zu erwartenden Krisen.
Dennoch zeigten sich in der Außenpolitik überaus beachtliche Anfangserfolge, die weitere Fortschritte nicht ausschlossen, schreibt Heikaus. Mit Frankreich und Großbritannien, die eine abwartende Haltung einnahmen, bestanden wenigstens öffiziöse, regierungsamtliche Beziehungen. Anerkannt wurde die Provisorische Reichsgewalt, durch die Akkreditierung eines Botschafters, von den USA, Schweden, den Niederlanden, Belgien, der Schweiz, Sardinien, Neapel und Griechenland.
Die Zentralgewalt forderte die Einzelstaaten auf, ihre Gesandten in fremden Ländern zurückzuberufen; das wäre einem Verzicht auf einen eigenen völkerrechtlichen Status nahegekommen. Die kleineren und meisten mittleren Staaten kamen dem auch nach oder stellten dies für die nahe Zukunft in Aussicht; überhaupt hatten sie normalerweise eher wenige eigene Diplomaten. Hinhaltend oder ablehnend verhielten sich Österreich, Preußen und Hannover.

## Staatsgewalt

Reichsadler auf dem Briefkopf des Marineministeriums 1849

Die Schöpfer der Zentralgewalt verzichteten darauf, einen eigenen Verwaltungsunterbau einzurichten. In der Nationalversammlung glaubte man, die eigene hohe moralische Autorität im Volk reiche aus, dagegen wurde die staatliche Stabilität der alten Gewalten in den Einzelstaaten unterschätzt. Später wurde die relative Machtlosigkeit der Zentralgewalt offenkundig.
So war die Zentralgewalt den politischen Faktoren in Deutschland, dem Wohlwollen der Großmächte und auch den Mehrheiten in der Nationalversammlung unterworfen. Trotz vieler Schwierigkeiten aber zeigte sich der Regierungsapparat, der fast aus dem Nichts aufgebaut werden musste, als beeindruckend effizient, zumindest in der Anfangsphase. Politisches Gewicht bewies die Zentralgewalt bei der Bekämpfung von radikalen Aufständen, teils gemeinsam mit den örtlichen Behörden. Auf die Zusammenarbeit mit der Zentralgewalt ließen sich die Regierungen aber nur ein, solange die politische Lage für sie noch instabil war.

### Vorläufiges Regierungssystem

Heinrich von Gagern, im März und April 1848 großherzoglich-hessischer Ministerpräsident, dann Präsident der Nationalversammlung, von Dezember 1848 bis Mai 1849 Reichsministerpräsident

Bereits der Bundestag hatte am 3. Mai 1848 beschlossen, ein dreiköpfiges Bundesdirektorium einzurichten, als Vollzugsorgan (Exekutive) des Bundes. Es sollte vor allem für Verteidigung und Auswärtiges zuständig sein. Der Beschluss blieb allerdings unausgeführt, da der Fünfzigerausschuss (der die Nationalversammlung vorbereitete) sich daran störte, dass nur die Regierungen die Bundesdirektoren einsetzen sollten (je einer von Österreich und Preußen, und einer von einer bayerischen Vorschlagsliste für den Engeren Rat des Bundestags).
Die Nationalversammlung stimmte dann am 28. Juni mit dem Zentralgewaltgesetz für eine Staatsspitze, die nur aus einer Person bestand. Der Reichsverweser erhielt damit die vollziehende Gewalt für die allgemeine Sicherheit und Wohlfahrt Deutschlands, die Oberleitung aller Streitkräfte und er vertrat Deutschland völkerrechtlich und handelspolitisch. Über Krieg und Frieden und Verträge mit dem Ausland entschieden Reichsverweser und Nationalversammlung gemeinsam. Im Sinne einer konstitutionellen Monarchie war der Reichsverweser unverantwortlich, aber er setzte ein Reichsministerium (eine Regierung) ein, deren Mitglieder die Handlungen des Reichsverwesers gegenzeichneten und damit die ministerielle Verantwortung gegenüber der Nationalversammlung übernahmen. Ohne dass dies ausdrücklich im Zentralgewaltgesetz erwähnt worden war, trat das Reichsministerium zurück, wenn es das Vertrauen der Reichsversammlung verloren hatte. Es hatte sich also de facto ein parlamentarisches System durchgesetzt.
Am 29. Juni wählte die Nationalversammlung den im Volke beliebten Erzherzog Johann zum Reichsverweser, einen Onkel des österreichischen Kaisers. Flankiert wurde das Zentralgewaltgesetz durch ein Reichsgesetz betreffend die Verkündung der Reichsgesetze und der Verfügungen der provisorischen Zentralgewalt vom 27. September 1848. Beide bildeten die vorläufige Verfassungsordnung Deutschlands.

### Reichsverfassung

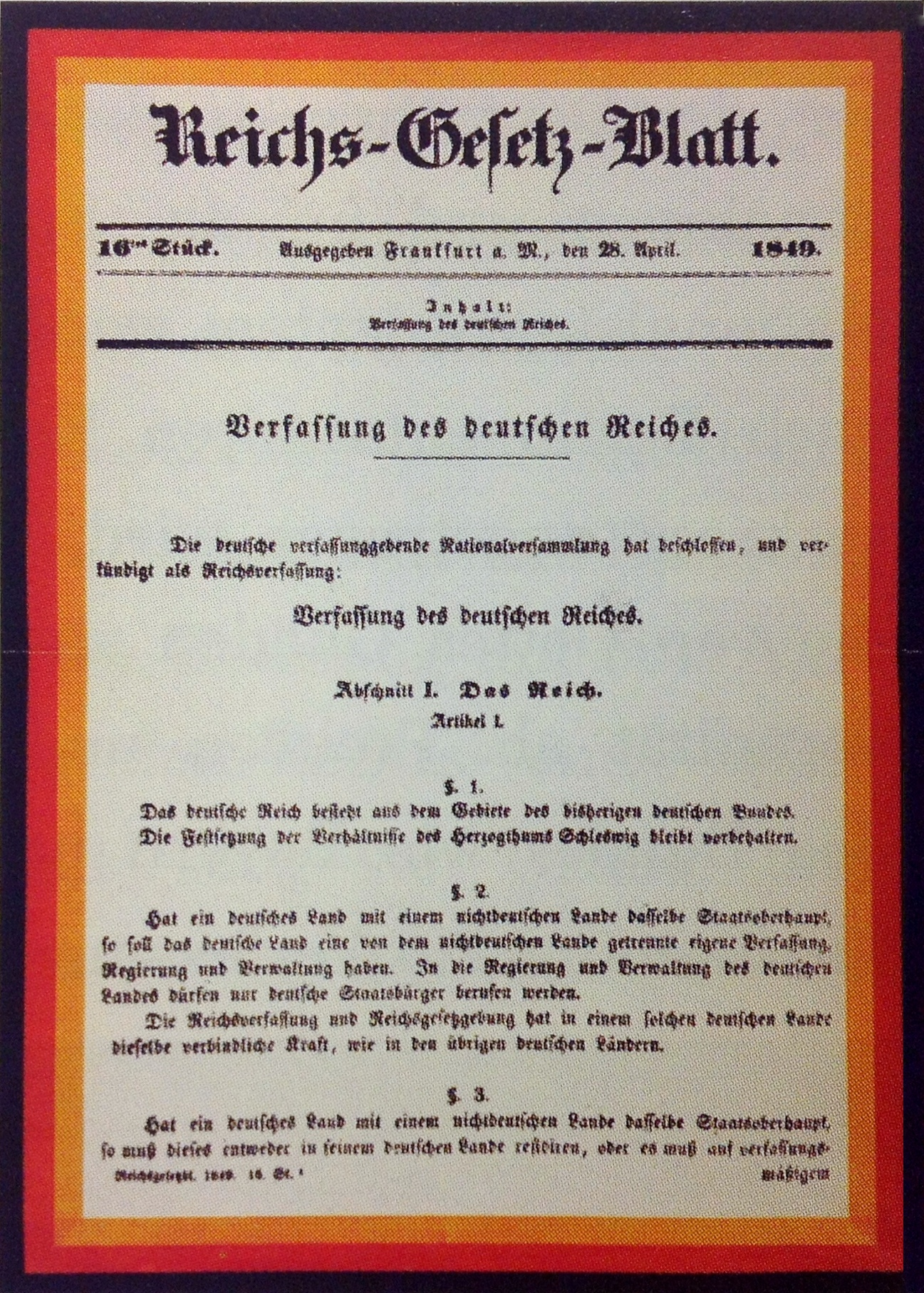
Reichsgesetzblatt mit der Frankfurter Reichsverfassung, der Verfassung des deutschen Reiches

Die Reichsverfassung vom 28. März 1849 wurde von der Nationalversammlung einseitig in Kraft gesetzt; da zwar die große Mehrheit der deutschen Staaten, nicht aber die größten sie anerkannten, konnte sie keine Wirksamkeit entfalten. Die Nationalversammlung legte die Reichsgewalt in die Hand eines erblichen Kaisers, der die Minister ernannte und entließ, vergleichbar mit dem Reichsverweser. Wegen der Wahl durch die Nationalversammlung hatte das Kaisertum der Paulskirche zwar ein demokratisches Element in sich, doch die Auswahl war begrenzt – gedacht war an den König von Preußen – und nach der Wahl wäre eine kaiserliche Dynastie entstanden.
Statt der Nationalversammlung sollte ein Reichstag als Parlament dienen. Dieser bestand aus zwei Kammern, dem Staatenhaus und dem Volkshaus. Die Mitglieder des Staatenhauses wurde von den Einzelstaaten bestimmt, wobei die Regierungen die eine und die Parlamente die andere Hälfte ernannten. Für das Volkshaus gab es ein allgemeines und gleiches Wahlrecht (für Männer). Gesetze bedurften der Zustimmung in beiden Häusern des Reichstags sowie des Kaisers; allerdings konnte der Reichstag durch wiederholte Abstimmung in einem gewissen Zeitraum den Kaiser überstimmen (so genanntes suspensives Veto).

### Reichsgesetzgebung
Das Reich besaß nach Auffassung der Mehrheit der Minister und der Nationalversammlung die Gesetzgebungskompetenz für ganz Deutschland. Gesetze beschloss allein die Nationalversammlung, eventuell auf Vorschlag des Gesamt-Reichsministeriums. Sie wurden nach Ablauf einer Frist vom Reichsverweser verkündet und im Reichsgesetzblatt veröffentlicht.
Mit Ausnahme des Zentralgewaltgesetzes und des Gesetzes über die Verkündung der Gesetze beschloss die Nationalversammlung neun Gesetze, die letzten beiden am 12. April 1849. Viele behandelten die Organisation der Zentralgewalt oder Nationalversammlung selbst; das Reichsgesetz betreffend die Einführung einer allgemeinen Wechselordnung für Deutschland vom 24. November 1848 behandelte einen sachlich nicht umstrittenen Gegenstand. Besonders erwähnenswert sind die Grundrechte des deutschen Volkes, die schon vor der Reichsverfassung als Gesetz verkündet wurden. Prekär war die Reichsgesetzgebung, weil die Einzelstaaten (vor allem die größeren) nicht gewillt waren, die Gesetzgebungskompetenz der Nationalversammlung anzuerkennen.

### Streitkräfte
Der Deutsche Bund war ein Staatenbund vor allem deshalb, weil die Militärgewalt bei den Gliedstaaten geblieben war, trotz einer Bundeskriegsverfassung. Daher war „die Unitarisierung der Wehrverfassung“, so Ernst Rudolf Huber, „das Schlüsselproblem des Frankfurter Verfassungswerks“. Den Einzelstaaten war dies bewusst, und insbesondere Preußen stellte sich den Frankfurter Bemühungen entgegen. Preußen wäre zu einer Unitarisierung (Vereinheitlichung) höchstens dann bereit gewesen, wenn sein König zum Bundesfeldherrn ernannt worden wäre, wie Preußen es früher schon vorgeschlagen hatte.
Doch schon im Entwurf des vom Bundestag eingesetzten Siebzehnerausschusses (Mai) fehlte ein solcher gesonderter Bundesfeldherr als Oberbefehlshaber. Das Reichsoberhaupt sollte die Kommandogewalt über die Streitkräfte haben, denn entweder wurde (wie einige der Siebzehn es wünschten) der preußische König Reichsoberhaupt und damit sowieso Oberbefehlshaber, oder jemand anders wurde Reichsoberhaupt, dann hätte es daneben keinen konkurrierenden Oberbefehlshaber geben sollen. Preußens Sympathie für eine unitarische Wehrverfassung klang ab und wuchs wieder um die Jahreswende 1848/1849, als es wahrscheinlicher wurde, dass der preußische König das Reichsoberhaupt werden würde. Ebenso wie Preußen sperrten sich auch Österreich und die Mittelstaaten dagegen, dass ihre Militärhoheit unter ein Reichsoberhaupt mediatisiert wurde.
Bei den Abgeordneten der Nationalversammlung gab es drei Konzepte für eine Wehrverfassung: die Linke und Teile der Mitte (vor allem aus Süddeutschland) planten eine unitarische (einheitliche) Nationalarmee; die Mitte und rechte Mitte (vor allem aus Norddeutschland) eine Nationalarmee, die aus den Kontingenten der Einzelstaaten bestand, und die Rechte (mit einigen Gruppen aus der Mitte und der Linken) wollte die bisherigen Kontingente der Einzelstaaten behalten, bei besserer Koordination als bei der früheren Bundeskriegsverfassung.
Später stellte die Reichsverfassung (§§ 11–19) fest, dass das Reichsheer aus den Kontingenten der Einzelstaaten bestehe. Die Verfügung hatte die Reichsgewalt, die Truppen mussten sich im Fahneneid dem Reichsoberhaupt und der Reichsverfassung verpflichten. Die Heeresorganisation sollte einheitlich vom Reich geregelt werden, aber die Reichsgewalt ernannte nur die Befehlshaber derjenigen Verbände, die mehrere Kontingente umfassten. Wer die Kommandogewalt haben sollte, das überließ die Verfassung einem späteren Gesetz. Die Verfassung stellte also einen Kompromiss zwischen einer unitarischen und einer föderativen Wehrverfassung dar, wagte aber nicht, die entscheidende Frage zu beantworten. Zwei Jahre später, im Sommer 1851, stellte der Bundestag des erneuerten Deutschen Bundes fest, dass ein Verfassungseid der Truppen revolutionär sei.

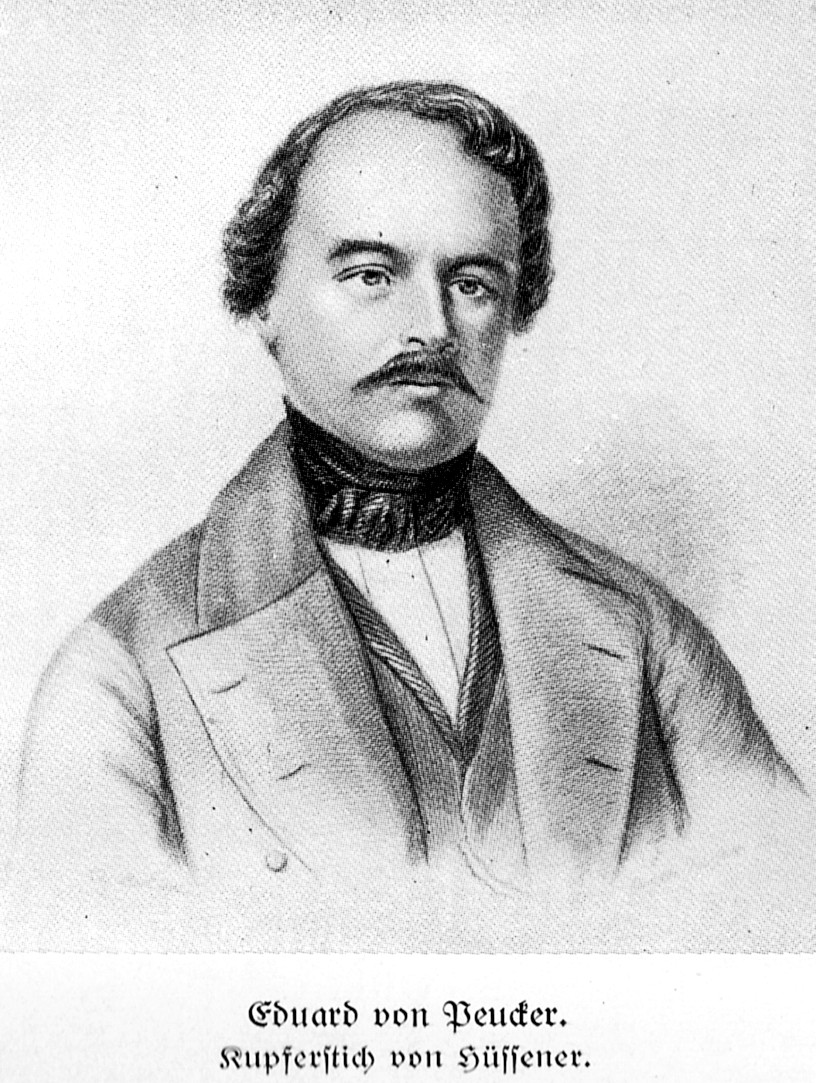
Der preußische General Eduard von Peucker war von Juli 1848 bis Mai 1849 Reichskriegsminister.

Das Zentralgewaltgesetz vom 28. Juni 1848 gab dem Reichsverweser Erzherzog Johann die „Oberleitung der gesamten bewaffneten Macht“. Die Linke wollte, dass er eine selbstständige Nationalmiliz einrichtete, aber er musste befürchten, dass sie sich zu einer Bürgerkriegsarmee der Radikalen entwickeln würde. Am 16. Juli 1848 sandte Reichskriegsminister Eduard von Peucker den so genannten Huldigungserlass an die Landeskriegsministerien. Die Armeen der Einzelstaaten sollten in einer Parade dem Reichsverweser huldigen. Auch sollten die Truppen die Reichsfarben tragen. Doch nur die kleineren Staaten befolgten den Erlass, die größeren entzogen sich ihm zumindest teilweise. Die Zentralgewalt verfügte über die Bundestruppen in den Bundesfestungen, die allerdings ebenfalls Kontingente der Einzelstaaten waren.
Besonders während des Krieges gegen Dänemark machte sich bemerkbar, wie verletzlich Deutschland auf See war. Daher gab es eine weit verbreitete Flottenbegeisterung, die dazu führte, dass die Nationalversammlung schon am 14. Juni 1848 die Aufstellung einer deutschen Reichsflotte beschloss. In der kurzen Zeit konnte das Reich nur relativ wenige Schiffe kaufen und für den Seekrieg umrüsten; der einzige Kriegseinsatz der Flotte geschah beim Seegefecht bei Helgoland am 4. Juni 1849. Über die Bundeszentralkommission kamen die meisten Schiffe in den Besitz des Deutschen Bundes, der nach anfänglichen Plänen für eine deutsche Flotte die Schiffe schließlich veräußerte.

## Staatsgebiet und Staatsvolk

Die Verteilung der deutschen Einwohner nach Einzelstaat in einem Kleindeutschland (ohne Österreich), wie die Nationalversammlung es schließlich anstrebte

Reichsgebiet nach der Verfassung

Bei der Bestimmung des Staatsgebietes ging die Nationalversammlung in erster Linie von den Staaten aus, die bereits zum Deutschen Bund gehörten. Allerdings kamen einige Abgeordnete aus Gebieten außerhalb des Bundes, bzw. aus Gebieten, die erst kürzlich dem Bund angegliedert worden waren. In den Diskussionen finden sich Beiträge, die den Anschluss von weiteren Gebieten wie den gesamten Niederlanden forderten, das waren aber Ausnahmen, die sich nicht durchsetzten. Das Staatsvolk bestand aus den Angehörigen der Staaten, die zum Reich gehörten.
Die Abgeordneten kamen zu ihren Vorstellungen über das Gebiet Deutschlands anhand dreier Prinzipien. Das Nationalitätsprinzip basierte zum einen auf der deutschen Sprache. Zum zweiten beriefen sie sich auf das historisch-legalistische Prinzip, nach dem ein Gebiet zu Deutschland gehören sollte, wenn es Rechtsansprüche von alters her gab. Schließlich spielten drittens militärische Argumente eine Rolle, wenn die Bildung eines polnischen Staates abgelehnt wurde, weil dieser zu schwach sei, um als Puffer gegen Russland zu dienen.
Die Verfassung vom 28. März 1849 bezog sich in § 1 auf den Deutschen Bund:
§ 1. Das deutsche Reich besteht aus dem Gebiete des bisherigen deutschen Bundes.
Die Festsetzung der Verhältnisse des Herzogthums Schleswig bleibt vorbehalten.
Besonders umstritten waren die beiden folgenden Paragraphen in der Verfassungsdiskussion: Wenn ein Staatsoberhaupt eines deutschen Landes auch Staatsoberhaupt eines nichtdeutschen Landes war, musste das nichtdeutsche Land eine andere Verfassung, Regierung und Verwaltung haben. Eine bloße Personalunion hingegen war erlaubt. Dies bedeutete, dass Österreich sein bisheriges Staatsgebiet in ein deutsches und ein nichtdeutsches hätte teilen müssen.

Die Verfassung behandelt in § 87 die Sitzverteilung im Staatenhaus des Reichstags und nennt dabei als Länder:
- Königreich Preußen: 40 Mitglieder
- Kaisertum Österreich: 38
- Königreich Bayern: 18
- Königreich Sachsen: 10
- Königreich Hannover: 10
- Königreich Württemberg: 10
- Großherzogtum Baden: 9
- Kurfürstentum Hessen: 6
- Großherzogtum Hessen: 6
- Herzogtümer Holstein undSchleswig[35]: 6
- Mecklenburg-Schwerin: 4
- Luxemburg &Herzogtum Limburg: 3
- Herzogtum Nassau: 3
- Herzogtum Braunschweig: 2
- Großherzogtum Oldenburg: 2
- Sachsen-Weimar-Eisenach: 2
- Herzogtum Sachsen-Coburg und Gotha: 1
- Sachsen-Meiningen-Hildburghausen: 1
- Freistaat Sachsen-Altenburg: 1
- Mecklenburg-Strelitz: 1
- Fürstentum Anhalt-Dessau: 1
- Fürstentum Anhalt-Bernburg: 1
- Fürstentum Anhalt-Köthen: 1
- Fürstentum Schwarzburg-Sondershausen: 1
- Fürstentum Schwarzburg-Rudolstadt: 1
- Hohenzollern-Hechingen: 1
- Fürstentum Liechtenstein: 1
- Hohenzollern-Sigmaringen: 1
- Fürstentum Waldeck-Pyrmont: 1
- Reuß älterer Linie: 1
- Reuß jüngerer Linie: 1
- Fürstentum Schaumburg-Lippe: 1
- Fürstentum Lippe-Detmold: 1
- Hessen-Homburg: 1
- Herzogtum Sachsen-Lauenburg: 1
- Lübeck: 1
- Freie Stadt Frankfurt: 1
- Freie Hansestadt Bremen: 1
- Hamburg: 1

Die relativ geringe Sitzanzahl für Österreich bedeutete, dass die Gebiete außerhalb des alten Bundes (Ungarn, Norditalien) schon herausgerechnet waren. Man ging bereits davon aus, dass Österreich sich der Verfassung nicht anschließen würde, hielt ihm aber aus taktischen Gründen einen Weg offen. Dies sollte die Großdeutschen zufriedenstellen, die sich Deutschland nur mit Österreich vorstellen konnten. Selbst wenn nur die bundeszugehörigen Gebiete Österreichs sich dem Reich angeschlossen hätten, hätte es vor allem mit den Tschechen eine große ethnische Minderheit gegeben.
In Preußen lebte eine polnische und eine kleinere litauische Minderheit. Die entsprechenden Gebiete lagen vor 1848 noch außerhalb des Bundes, erst während der Märzrevolution entschied der Bundestag, dass die Provinz Preußen in den Bund kam. Die Provinz Posen mit einer polnischen Mehrheit wurde geteilt und blieb ein Streitfall. Luxemburg hatte den niederländischen König zum Großherzog, während das Herzogtum Limburg sogar eine niederländische Provinz war, also ein integraler Bestandteil der Niederlande. Auch diese Gebiete wurden zum Streitfall.

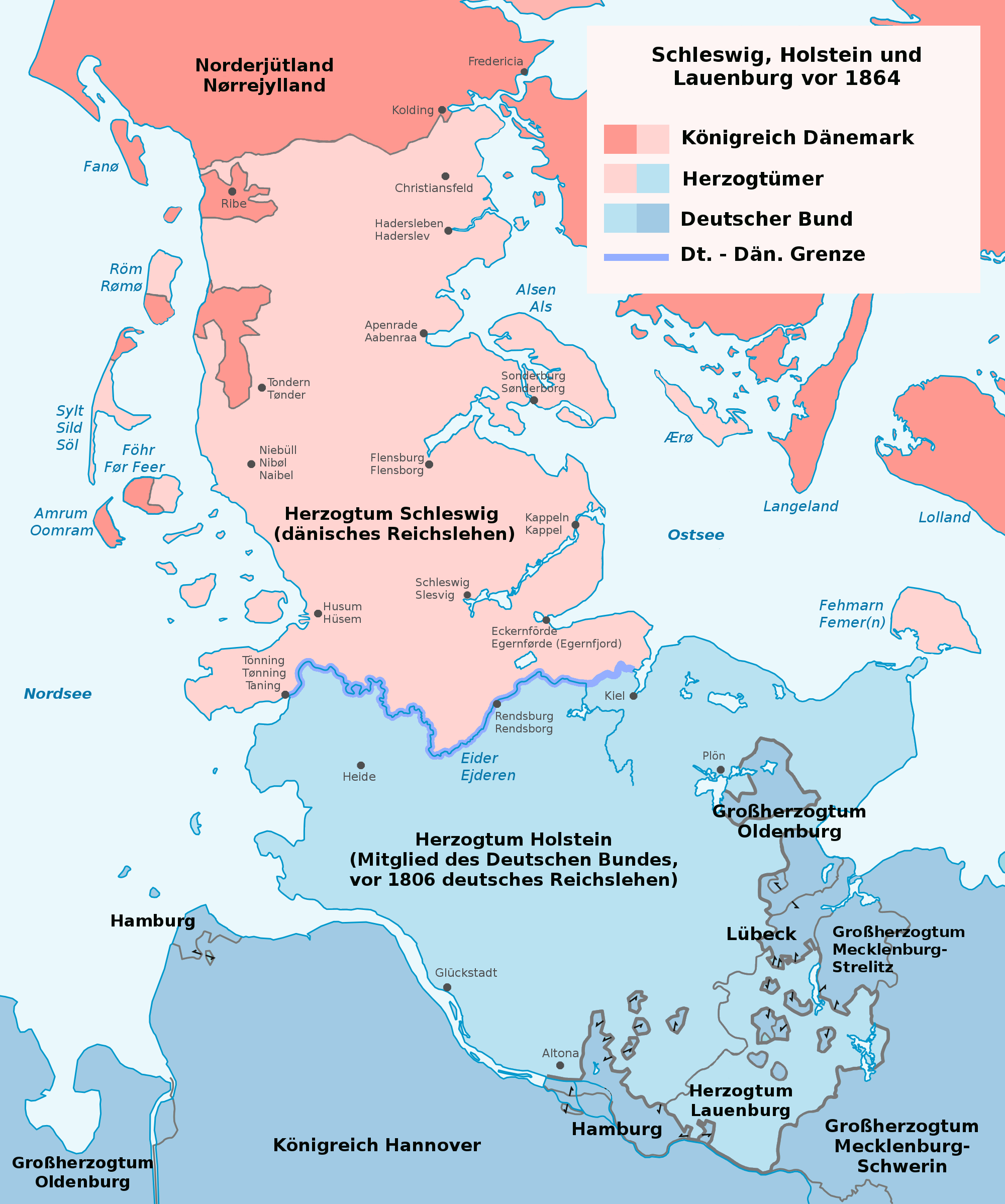
Holstein gehörte zum Dt. Bund, Schleswig dagegen war ein dänisches Lehen

Die Herzogtümer Schleswig und Holstein hatten in Personalunion den dänischen König zum Herzog, wobei Holstein zugleich ein Glied des Deutschen Bundes (und bis 1806 ein römisch-deutsches Lehen) war, während Schleswig ein dänisches Lehen war. Während Holstein sprachlich-kulturell (nieder)-deutsch geprägt war, waren in Schleswig sowohl Deutsch, Dänisch als auch Nordfriesisch verbreitet, zugleich fand im 19. Jh. in Teilen Schleswigs ein Sprachwechsel vom Dänischen und Nordfriesischen zum Deutschen statt. In beiden Herzogtümern hatte es im April 1848 einen Aufstand gegeben, der zur Bildung einer provisorischen deutschgesinnten Regierung führte, die Schleswig und Holstein vereinen und einem deutschen Staatenbund anschließen wollten. Dem standen die dänischen Nationalliberalen entgegen, die Schleswig unter Preisgabe Holsteins in das Königreich Dänemark integrieren wollten. Preußen, weitere Staaten sowie die Zentralgewalt führten zeitweise Krieg gegen Dänemark oder unterstützten die deutschen Aufständischen diplomatisch. Die Schleswig-Holstein-Frage (und hierbei insbesondere die Frage nach der nationalen Zugehörigkeit Schleswigs) entwickelte sich zum zentralen außenpolitischen Problem der Paulskirche. Sowohl die deutsche Reichsverfassung als auch das im Juni 1849 beschlossene Grundgesetz Dänemarks ließ die nationale Zugehörigkeit Schleswigs offen. Pikanterweise verweist der § 87 der Reichsverfassung durchaus auf den Vorbehalt in § 1, doch das Reichswahlgesetz vom 12. April behandelt Schleswig bereits als integrierten Teil des Reiches.

## Symbole

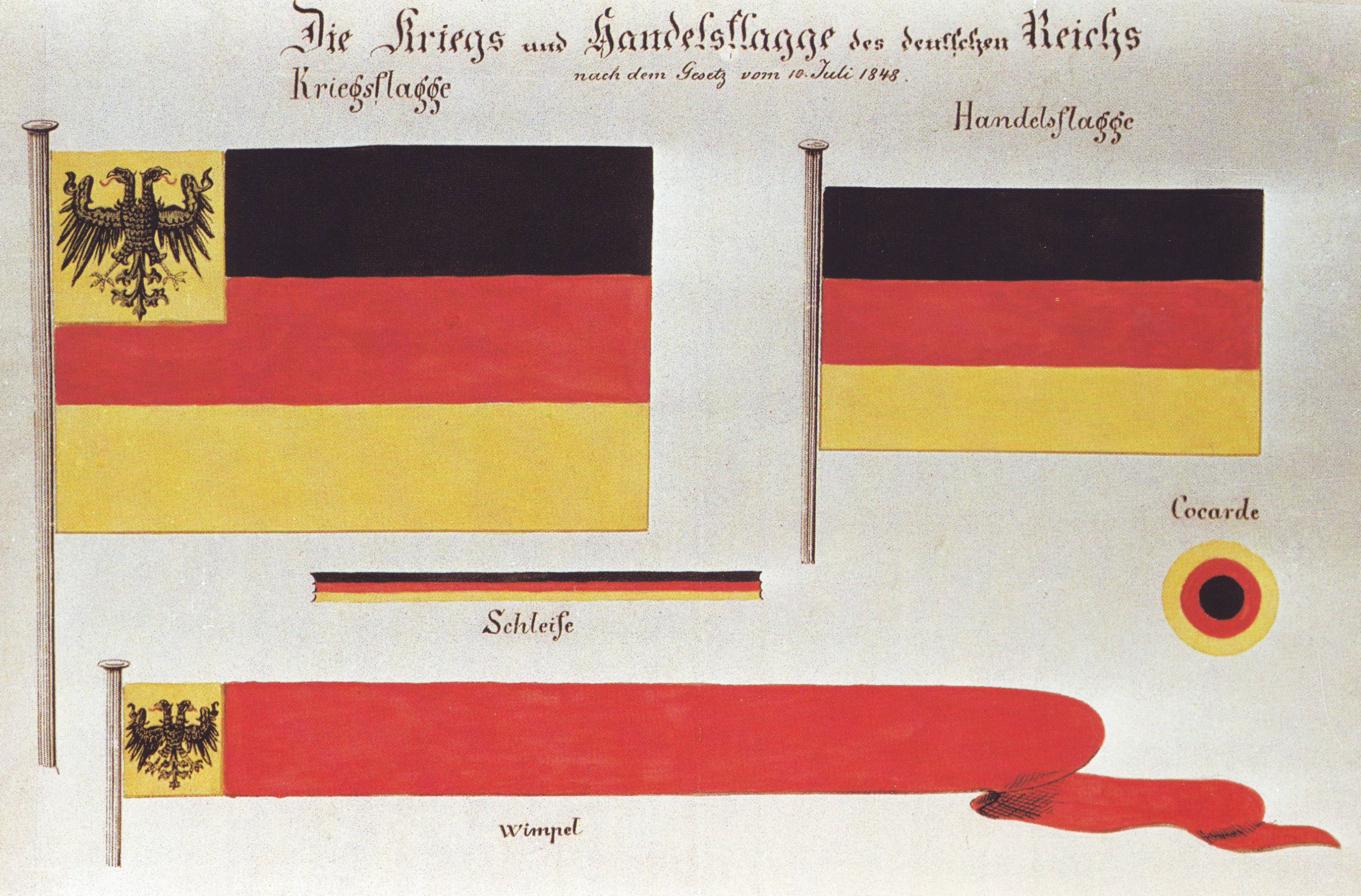
Deutsche Flagge laut Gesetz vom 12. November 1848

Bereits im Vormärz kamen die Farben Schwarz-Rot-Gold als deutsche Farben auf, die man teilweise in Darstellungen des Mittelalters hineininterpretieren konnte. In der Revolutionszeit seit März 1848 setzten sie sich allgemein durch, schon am 9. März 1848 gab es einen Bundesbeschluss dazu. Die Nationalversammlung verabschiedete am 31. Juli 1848 ein Reichsgesetz über eine deutsche Kriegs- und Handelsflagge, das am 12. November vom Reichsverweser ausgefertigt wurde. Im amtlichen Gebrauch blieben die Farben bis zur Auflösung der Reichsflotte 1852, außerdem wehte die schwarz-rot-goldene Fahne wieder 1863 zum Frankfurter Fürstentag auf dem Frankfurter Bundespalais.
Der Bundestag und dann die Zentralgewalt hatten es versäumt, die Farben Schwarz-Rot-Gold den ausländischen Mächten offiziell anzuzeigen. Im Mai 1849 grüßte ein britisches Schiff im Kieler Hafen die deutsche Flagge nicht, im Juni gab der britische Kommandant von Helgoland einen Warnschuss auf deutsche Kriegsschiffe der Reichsflotte ab. Erst danach bemühte sich die Zentralgewalt um die Anzeige; die Bundeszentralkommission erreichte bis zum Mai 1850 die Anerkennung im Wesentlichen derjenigen Staaten, die auch die Zentralgewalt anerkannt hatten (auch Frankreichs). Großbritannien und Russland entschieden sich dafür, dauerhaft die Anerkennung zu verweigern, da die Verhältnisse in Deutschland unklar seien. Laut britischer Auffassung fuhren Schiffe unter schwarz-rot-goldener Flagge als Piratenschiffe. Ernst Rudolf Huber:

„Diese englische Diskriminierung der Farben der liberalen und demokratischen Bewegung Deutschlands traf die deutsche Revolution in ihrem Ansehen schwerer als alles, was ihr sonst in dieser Zeit der Rückschläge widerfuhr. Es wäre sinnlos, nach einem Jahrhundert noch über die Moralität und Legalität des englischen Verhaltens von 1849 zu rechten. Jedenfalls veranschaulichen die beiden Zwischenfälle, wie gefährdet auch außenpolitisch und völkerrechtlich das Flottenunternehmen der Reichszentralgewalt war, solange der deutsche Nationalstaat die Anerkennung als Völkerrechtssubjekt und die Bundeszentralgewalt die Anerkennung ihrer völkerrechtlichen Vertretungsmacht nicht unzweifelhaft errang.“

Eine offizielle Nationalhymne hatte das Reich nicht. Weit verbreitet war, neben anderen patriotischen Liedern, Was ist des Deutschen Vaterland von Ernst Moritz Arndt (1814), wie es auch zumindest bei einer der Huldigungsfeiern gesungen wurde. Trotz seiner 80 Jahre war Arndt Abgeordneter in Frankfurt. Die Zeile so weit die deutsche Zunge klingt. wurde oftmals zitiert für die Bestimmung der gewünschten Reichsgrenzen.

## Nachwirkungen
Das Ende der Nationalversammlung bzw. des entstehenden Reiches verortet man meist in den Mai 1849. Doch auch später wirkten die Handlungen der Nationalversammlung und der deutschen Zentralgewalt nach:
- Die Frankfurter Reichsverfassung hatte vielfältige Nachwirkungen auf nationaler und einzelstaatlicher Ebene. Dies gilt vor allem für die darin enthaltenen Grundrechte. Die Verfassung der Deutschen (Erfurter) Union war im Wesentlichen eine Kopie der Frankfurter Reichsverfassung.

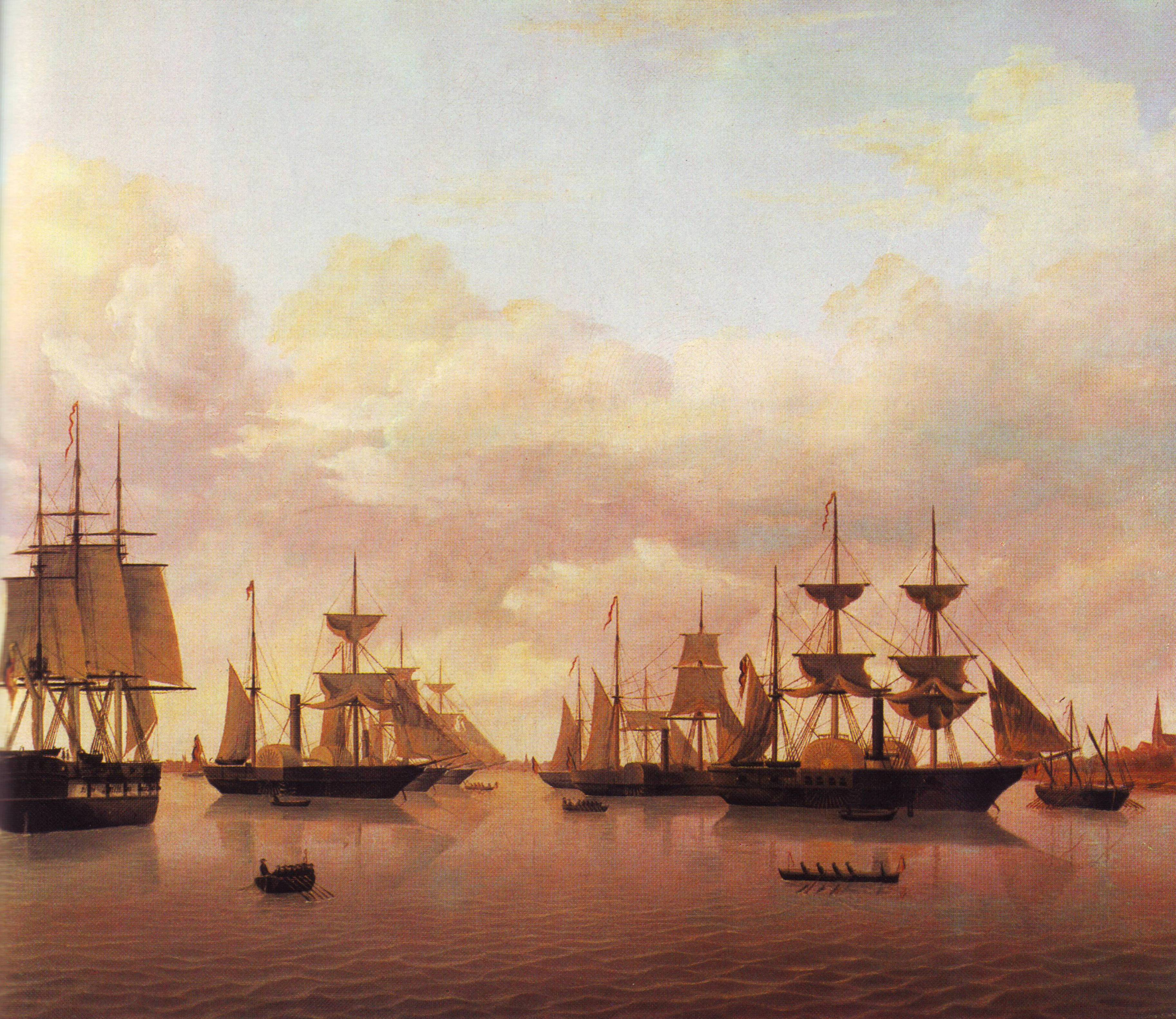
Reichsflotte vor Bremerhaven

- Der Reichsverweser übertrug seine Befugnisse zum 20. Dezember 1849 an eine österreichisch-preußische Bundeszentralkommission. Erst im Sommer 1851 trat der vollständige Bundestag wieder zusammen, der im Juni/Juli 1848 aufgelöst worden war.
- Die von einem Reichskommissar eingesetzte Statthalterschaft für Schleswig-Holstein endete erst Anfang 1851, als Bundeskommissare die Statthalter-Regierung ablösten.
- Zahlreiche Abgeordnete der Frankfurter Zeit gehörten dem Erfurter Unionsparlament und sogar den Reichstagen ab 1867 an. Einer der prominentesten war Eduard Simson, Präsident der Nationalversammlung, des Erfurter Volkshauses, des konstituierenden Reichstags und der ersten ordentlichen Reichstage im Bundesstaat ab 1867.
- Die Reichsflotte, gegründet durch die Nationalversammlung am 14. Juni 1848, wurde vom Deutschen Bund erst 1852/1853 aufgelöst bzw. verkauft. Die heutige Deutsche Marine sieht sich in der Tradition der Reichsflotte und feiert daher auch den 14. Juni als ihren Gründungstag.
- Das Reichswahlgesetz vom April 1849 war die direkte Vorlage für die Reichstagswahlen im Jahr 1867. Das norddeutsche Bundeswahlgesetz von 1869 basierte mit nur geringfügigen Änderungen darauf und blieb in Kraft bis 1918.
- Die Allgemeine Deutsche Wechselordnung von 1848 galt dauerhaft in fast ganz Deutschland, auch dort, wo ihre Einführung nicht durch die Gesetzgebung des Einzelstaates erfolgt war. 1869 übernahm der Norddeutsche Bund sie als Bundesgesetz. Als Reichsgesetz galt sie bis 1933.

## Bewertung und Ausblick

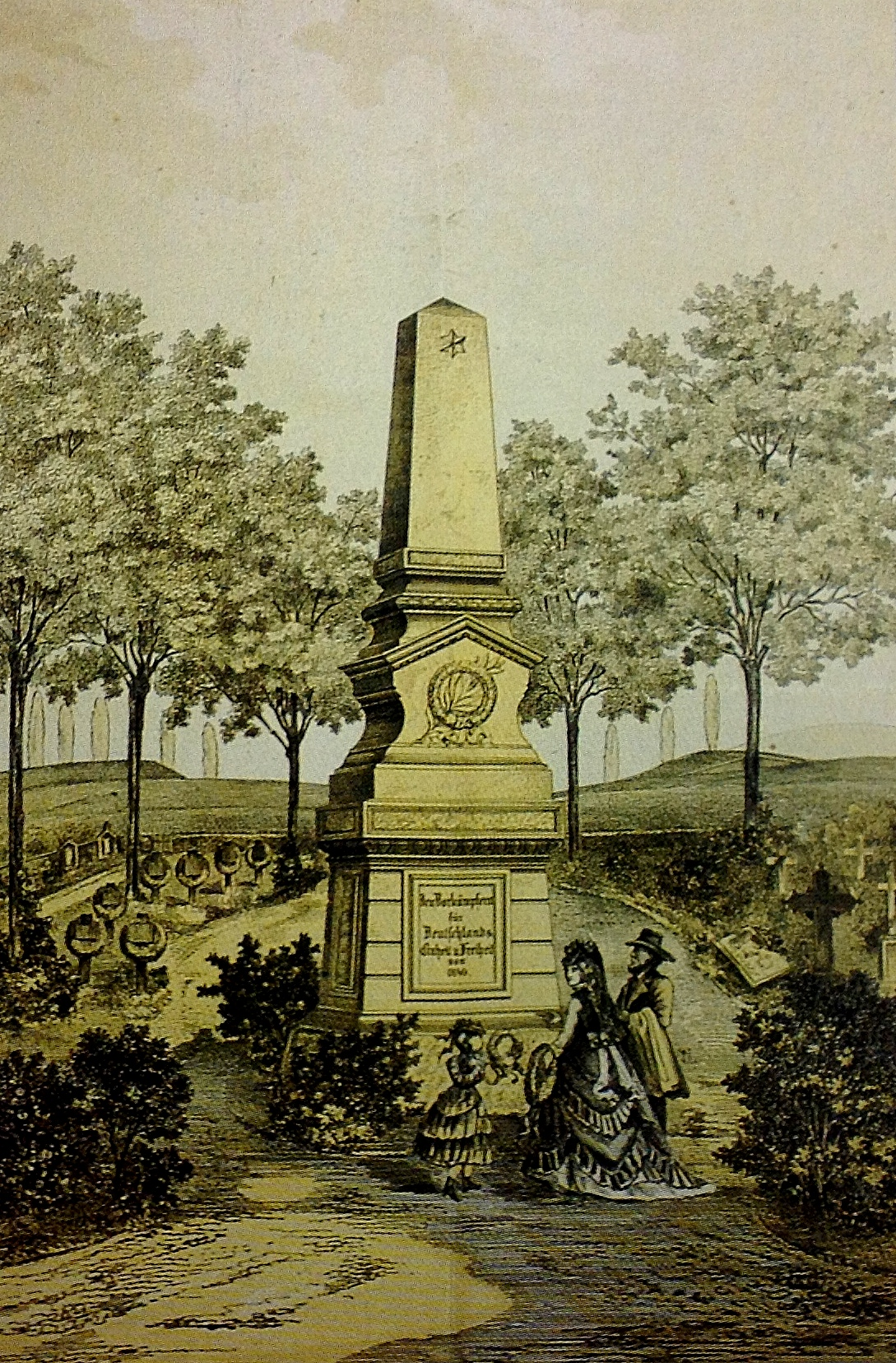
Denkmal für die Volkskämpfer von 1849 auf dem Friedhof von Rastatt

Obwohl die Zentralgewalt und die Reichsverfassung ein großes Echo im deutschen Volk gefunden hatten, endete die eigentliche Tätigkeit der Nationalversammlung im Mai 1849. Die Kaiserwürde wurde von keinem Fürsten angenommen und der Reichstag nicht gewählt. Dies lag am preußischen Staatsstreich, der illegalen Rückrufung von Abgeordneten der Nationalversammlung durch ihre Einzelstaaten und am Einsatz von Militär. In der nachfolgenden Geschichtsschreibung der Reaktionsära und danach wurden Revolution und Staatsgründungsversuch vielfach lächerlich gemacht, dämonisiert und als Versagen eines unfähigen, unpraktischen Professorenparlaments gedeutet.
Beispielsweise schrieb Herders Conversations-Lexikon von 1854 unter dem Stichwort „Deutschland“:

„Das Jahr 1848 sah die allgemeine deutsche Revolution, das Parlament in Frankfurt, die Tollheiten der Demokratie, das wahnwitzige Treiben der Bevölkerung der ersten Hauptstädte, endlich die Niederlage der Revolution, nachdem sich dieselbe vorher mit Schmach u. Schande bedeckt hatte. […] Kein besonnener Mann erwartet wohl je in aller Zukunft einen einheitlichen deutschen Staat, das verbietet die Gegenwirkung des Auslandes, der Gegensatz der Katholiken und Protestanten, die Macht Preußens, die noch vorhandene Eigenthümlichkeit der süddeutschen und norddeutschen Stämme, aber ein stärkerer deutscher Bund ist recht wohl denkbar, ein Bund, der die nationalen Lebensbedürfnisse (nationales Recht, nationale Oekonomie, nationale Politik) befriedigt und dem Spotte der Fremden über D. ein Ende macht.“

Mit leichter Hand, so Günter Wollstein, führte man das Scheitern der Revolution auf den „Idealismus“ der 1848er zurück, die Machtpolitik der Gegenrevolution hingegen wurde als gestaltende Kraft verherrlicht. Das Scheitern war allerdings in gewissem Maße zwangsläufig, weil die vielen Probleme „einen improvisierten Staatsneubau“ kaum zuließen. „Ungeachtet dieser Erkenntnis ging von dem unvollendeten und so schwer vollendbaren Deutschen Reich des Revolutionsjahres eine Faszination aus, auf die nicht nur zeitgenössisch größte politische Hoffnungen gesetzt wurden, die vielmehr auch lange in der Geschichte fortwirkte.“
Noch bevor er die Kaiserwürde endgültig abgelehnt hatte, schlug der preußische König Friedrich Wilhelm IV. den deutschen Staaten einen neuen Einigungsversuch vor. Die Erfurter Union (1849/50) ließ sogar ein Parlament wählen, doch abermals verhinderten die Unentschlossenheit des Königs und der Widerstand der Mittelstaaten eine Vereinigung zumindest einiger deutscher Staaten. Wolfram Siemann: „Der preußischen Politik erging es kaum anders als zuvor dem Frankfurter Parlament. Auch das widerlegt das immer noch verbreitete Urteil vom unpraktischen Tun idealer Träumer in Frankfurt […].“
So meint auch Günter Wollstein mit Blick auf die außenpolitische Lage: Selbst wenn der König im April 1849 die Frankfurter Reichsverfassung angenommen hätte, hätte der Staatsversuch ebenso in der Kapitulation vor Österreich (Olmützer Punktation 1850) enden können, oder in einem Krieg wie 1866, aber mit preußischer Niederlage, oder gar in einem europäischen Krieg wie zu Zeiten Napoleons „mit verheerenden Folgen“.
Zwischen der Wiederherstellung des Deutschen Bundes 1851 und der Niederlage Österreichs im Deutschen Krieg 1866 lagen fünfzehn Jahre. In dieser Zeit war Preußen wirtschaftlich aufgestiegen, hatte sich militärisch hochgerüstet und genoss das Wohlwollen Russlands. Überhaupt wuchs Deutschland durch die immer stärker werdende Industrielle Revolution mit ihrem allgemeinen Fortschritt (Eisenbahn, Telegrafie) immer mehr zusammen. Unter diesen Voraussetzungen gelang es dem preußischen Ministerpräsidenten Otto von Bismarck, 1867 mit den norddeutschen Kleinstaaten den Norddeutschen Bund zu gründen. Erst während des Deutsch-Französischen Kriegs 1870/1871 schlossen sich die süddeutschen Königreiche und Großherzogtümer dem Bund an, der folglich in Deutsches Reich umbenannt wurde.

## Belege
1. ↑  In Bezug auf die Reichsverfassung so: Simon Kempny: Die Staatsfinanzierung nach der Paulskirchenverfassung. Untersuchung des Finanz- und Steuerverfassungsrechts der Verfassung des deutschen Reiches vom 28. März 1849 (Diss. Münster), Mohr Siebeck, Tübingen 2011, S. 23.
2. ↑  Stefan Danz: Rechtswissenschaft und Revolution. Kontinuität von Staat und Rechtsordnung als rechtswissenschaftliches Problem, dargestellt am Beispiel der Novemberrevolution von 1918 in Deutschland. Verlag Dr. Kovač, Hamburg 2008, S. 24–26.
3. ↑  Stefan Danz: Rechtswissenschaft und Revolution. Kontinuität von Staat und Rechtsordnung als rechtswissenschaftliches Problem, dargestellt am Beispiel der Novemberrevolution von 1918 in Deutschland. Verlag Dr. Kovač, Hamburg 2008, S. 24–26.
4. ↑  Stefan Danz: Rechtswissenschaft und Revolution. Kontinuität von Staat und Rechtsordnung als rechtswissenschaftliches Problem, dargestellt am Beispiel der Novemberrevolution von 1918 in Deutschland. Verlag Dr. Kovač, Hamburg 2008, S. 51–53.
5. ↑  Ralf Heikaus: Die ersten Monate der provisorischen Zentralgewalt für Deutschland (Juli bis Dezember 1848). Peter Lang, Frankfurt am Main u. a. 1997, S. 370 (Diss. Frankfurt am Main).
6. 1 2  Ernst Rudolf Huber: Deutsche Verfassungsgeschichte seit 1789. Band II: Der Kampf um Einheit und Freiheit 1830 bis 1850. 3. Auflage, W. Kohlhammer, Stuttgart u. a. 1988, S. 624.
7. 1 2  Ernst Rudolf Huber: Deutsche Verfassungsgeschichte seit 1789. Band II: Der Kampf um Einheit und Freiheit 1830 bis 1850. 3. Auflage, Verlag W. Kohlhammer, Stuttgart [u. a.] 1988, S. 626.
8. ↑  Ralf Heikaus: Die ersten Monate der provisorischen Zentralgewalt für Deutschland (Juli bis Dezember 1848). Peter Lang, Frankfurt am Main u. a. 1997, S. 371/372.
9. ↑  Ernst Rudolf Huber: Deutsche Verfassungsgeschichte seit 1789. Band II: Der Kampf um Einheit und Freiheit 1830 bis 1850. 3. Auflage, Verlag W. Kohlhammer, Stuttgart u. a. 1988, S. 634.
10. ↑  Ulrich Huber: Das Reichsgesetz über die Einführung einer allgemeinen Wechselordnung für Deutschland vom 26. November 1848. In: JuristenZeitung. 33. Jahrgang, Nr. 23/24 (8. Dezember 1978), S. 788/789.
11. ↑  Ulrich Huber: Das Reichsgesetz über die Einführung einer allgemeinen Wechselordnung für Deutschland vom 26. November 1848. In: JuristenZeitung. 33. Jahrgang, Nr. 23/24, 8. Dezember 1978, S. 790.
12. ↑  Ernst Rudolf Huber: Deutsche Verfassungsgeschichte seit 1789. Band II: Der Kampf um Einheit und Freiheit 1830 bis 1850. 3. Auflage, Verlag W. Kohlhammer, Stuttgart u. a. 1988, S. 635.
13. ↑  Ernst Rudolf Huber: Deutsche Verfassungsgeschichte seit 1789. Band II: Der Kampf um Einheit und Freiheit 1830 bis 1850. 3. Auflage, Verlag W. Kohlhammer, Stuttgart u. a. 1988, S. 635.
14. ↑  Ralf Heikaus: Die ersten Monate der provisorischen Zentralgewalt für Deutschland (Juli bis Dezember 1848). Peter Lang, Frankfurt am Main [u. a.] 1997, S. 143/144.
15. ↑  Konrad Canis: Bismarcks Außenpolitik 1870 bis 1890. Aufstieg und Gefährdung. Ferdinand Schöningh, Paderborn [u. a.] 2004, S. 20.
16. ↑  Ralf Heikaus: Die ersten Monate der provisorischen Zentralgewalt für Deutschland (Juli bis Dezember 1848). Peter Lang, Frankfurt am Main u. a. 1997, S. 381.
17. ↑  Ernst Rudolf Huber: Deutsche Verfassungsgeschichte seit 1789. Band II: Der Kampf um Einheit und Freiheit 1830 bis 1850. 3. Auflage, Verlag W. Kohlhammer, Stuttgart [u. a.] 1988, S. 638.
18. ↑  Ralf Heikaus: Die ersten Monate der provisorischen Zentralgewalt für Deutschland (Juli bis Dezember 1848). Peter Lang, Frankfurt am Main u. a. 1997, S. 381.
19. ↑  Ralf Heikaus: Die ersten Monate der provisorischen Zentralgewalt für Deutschland (Juli bis Dezember 1848). Peter Lang, Frankfurt am Main [u. a.] 1997, S. 371/372.
20. ↑  Ralf Heikaus: Die ersten Monate der provisorischen Zentralgewalt für Deutschland (Juli bis Dezember 1848). Peter Lang, Frankfurt am Main [u. a.] 1997, S. 376, 379.
21. ↑  Ralf Heikaus: Die ersten Monate der provisorischen Zentralgewalt für Deutschland (Juli bis Dezember 1848). Peter Lang, Frankfurt am Main [u. a.] 1997, S. 387/388.
22. ↑  Ernst Rudolf Huber: Deutsche Verfassungsgeschichte seit 1789. Band II: Der Kampf um Einheit und Freiheit 1830 bis 1850. 3. Auflage, Verlag W. Kohlhammer, Stuttgart [u. a.] 1988, S. 626/627.
23. ↑  Ralf Heikaus: Die ersten Monate der provisorischen Zentralgewalt für Deutschland (Juli bis Dezember 1848). Peter Lang, Frankfurt am Main [u. a.] 1997, S. 379.
24. ↑  Ernst Rudolf Huber: Deutsche Verfassungsgeschichte seit 1789. Band II: Der Kampf um Einheit und Freiheit 1830 bis 1850. 3. Auflage, Verlag W. Kohlhammer, Stuttgart [u. a.] 1988, S. 627.
25. ↑  Ralf Heikaus: Die ersten Monate der provisorischen Zentralgewalt für Deutschland (Juli bis Dezember 1848). Peter Lang, Frankfurt am Main [u. a.] 1997, S. 375.
26. ↑  Ulrich Huber: Das Reichsgesetz über die Einführung einer allgemeinen Wechselordnung für Deutschland vom 26. November 1848. In: JuristenZeitung. 33. Jahrgang, Nr. 23/24 (8. Dezember 1978), S. 788.
27. ↑  Ernst Rudolf Huber: Deutsche Verfassungsgeschichte seit 1789. Band II: Der Kampf um Einheit und Freiheit 1830 bis 1850. 3. Auflage, Verlag W. Kohlhammer, Stuttgart [u. a.] 1988, S. 648.
28. ↑  Ernst Rudolf Huber: Deutsche Verfassungsgeschichte seit 1789. Band II: Der Kampf um Einheit und Freiheit 1830 bis 1850. 3. Auflage, Verlag W. Kohlhammer, Stuttgart [u. a.] 1988, S. 648/655.
29. ↑  Ernst Rudolf Huber: Deutsche Verfassungsgeschichte seit 1789. Band II: Der Kampf um Einheit und Freiheit 1830 bis 1850. 3. Auflage, Verlag W. Kohlhammer, Stuttgart [u. a.] 1988, S. 649/650.
30. ↑  Ernst Rudolf Huber: Deutsche Verfassungsgeschichte seit 1789. Band II: Der Kampf um Einheit und Freiheit 1830 bis 1850. 3. Auflage, Verlag W. Kohlhammer, Stuttgart [u. a.] 1988, S. 655.
31. ↑  Wolfram Siemann: Das politische System der Reaktion. In: ders.: 1848/49 in Deutschland und Europa. Ereignis – Bewältigung – Erinnerung. Ferdinand Schöningh, Paderborn [u. a.] 2006, S. 220.
32. ↑  Ernst Rudolf Huber: Deutsche Verfassungsgeschichte seit 1789. Band II: Der Kampf um Einheit und Freiheit 1830 bis 1850. 3. Auflage, Verlag W. Kohlhammer, Stuttgart [u. a.] 1988, S. 650.
33. ↑  Günter Wollstein: Das ‚Großdeutschland‘ der Paulskirche. Nationale Ziele in der bürgerlichen Revolution 1848/1849. Droste Verlag, Düsseldorf 1977, S. 186/187.
34. ↑  Günter Wollstein: Das ‚Großdeutschland‘ der Paulskirche. Nationale Ziele in der bürgerlichen Revolution 1848/1849. Droste Verlag, Düsseldorf 1977, S. 169.
35. ↑  siehe  Reichsverfassung § 1
36. ↑  Günter Wollstein: Das ‚Großdeutschland‘ der Paulskirche. Nationale Ziele in der bürgerlichen Revolution 1848/1849. Droste Verlag, Düsseldorf 1977, S. 23/24.
37. ↑  Ernst Rudolf Huber: Dokumente zur deutschen Verfassungsgeschichte. Band 1: Deutsche Verfassungsdokumente 1803–1850. 3. Auflage, W. Kohlhammer, Stuttgart [u. a.] 1978 (1961). Nr. 108a (Nr. 103). Reichsgesetz über die Wahlen der Abgeordneten zum Volkshause vom 12. April 1849. S. 399, Fn. 8.
38. ↑  Ernst Rudolf Huber: Dokumente zur deutschen Verfassungsgeschichte. Band 1: Deutsche Verfassungsdokumente 1803–1850. 3. Auflage, Kohlhammer, Stuttgart [u. a.] 1978, S. 401, Nr. 109: „Reichsgesetz betreffend die Einführung einer deutschen Kriegs- und Handelsflagge“ vom 12. November 1848 (Reichsgesetzblatt 1848, S. 15 f.).
39. ↑  Ernst Rudolf Huber: Deutsche Verfassungsgeschichte seit 1789. Band II: Der Kampf um Einheit und Freiheit 1830 bis 1850. 3. Auflage, Verlag W. Kohlhammer, Stuttgart [u. a.] 1988, S. 659.
40. ↑  Walther Hubatsch: Die deutsche Reichsflotte 1848 und der Deutsche Bund. In: ders. (Hrsg.): Die erste deutsche Flotte 1848–1853. E. S. Mittler und Sohn, Herford/Bonn 1981, S. 33/34.
41. ↑  Ernst Rudolf Huber: Deutsche Verfassungsgeschichte seit 1789. Band II: Der Kampf um Einheit und Freiheit 1830 bis 1850. 3. Auflage, Verlag W. Kohlhammer, Stuttgart [u. a.] 1988, S. 650.
42. ↑  Jonathan Sperber: Festivals of National Unity in the German Revolution of 1848–1849. In: Past and Present. 136, S. 114–138, abgedruckt in: Peter H. Wilson (Hrsg.): 1848. The year of revolutions. S. 302/303.
43. ↑  Karl Griewank: Ursachen und Folgen des Scheiterns der deutschen Revolution von 1848. In: Ernst-Wolfgang Böckenförde, Rainer Wahl (Hrsg.): Moderne deutsche Verfassungsgeschichte (1815–1914). 2. Auflage, Verlagsgruppe Athenäum, Hain, Scriptor, Hainstein, Königstein im Taunus 1981, S. 40/41.
44. ↑  Deutschland. In: Herders Conversations-Lexikon. Band 2, Freiburg im Breisgau 1854, S. 355–364. Siehe Zeno.org, abgerufen am 7. Juli 2014.
45. ↑  Günter Wollstein: Deutsche Geschichte 1848/49: Gescheiterte Revolution in Mitteleuropa. Kohlhammer, Stuttgart [u. a.] 1986, S. 176/177.
46. ↑  Wolfram Siemann: 1848/49 in Deutschland und Europa. Ereignis, Bewältigung, Erinnerung. Schöningh, Paderborn [u. a.] 2006, S. 208.
47. ↑  Günter Wollstein: Deutsche Geschichte 1848/49. Gescheiterte Revolution in Mitteleuropa. W. Kohlhammer, Stuttgart [u. a.] 1986, S. 164/165.